# Urinofertilisant
 (juillet 2025).

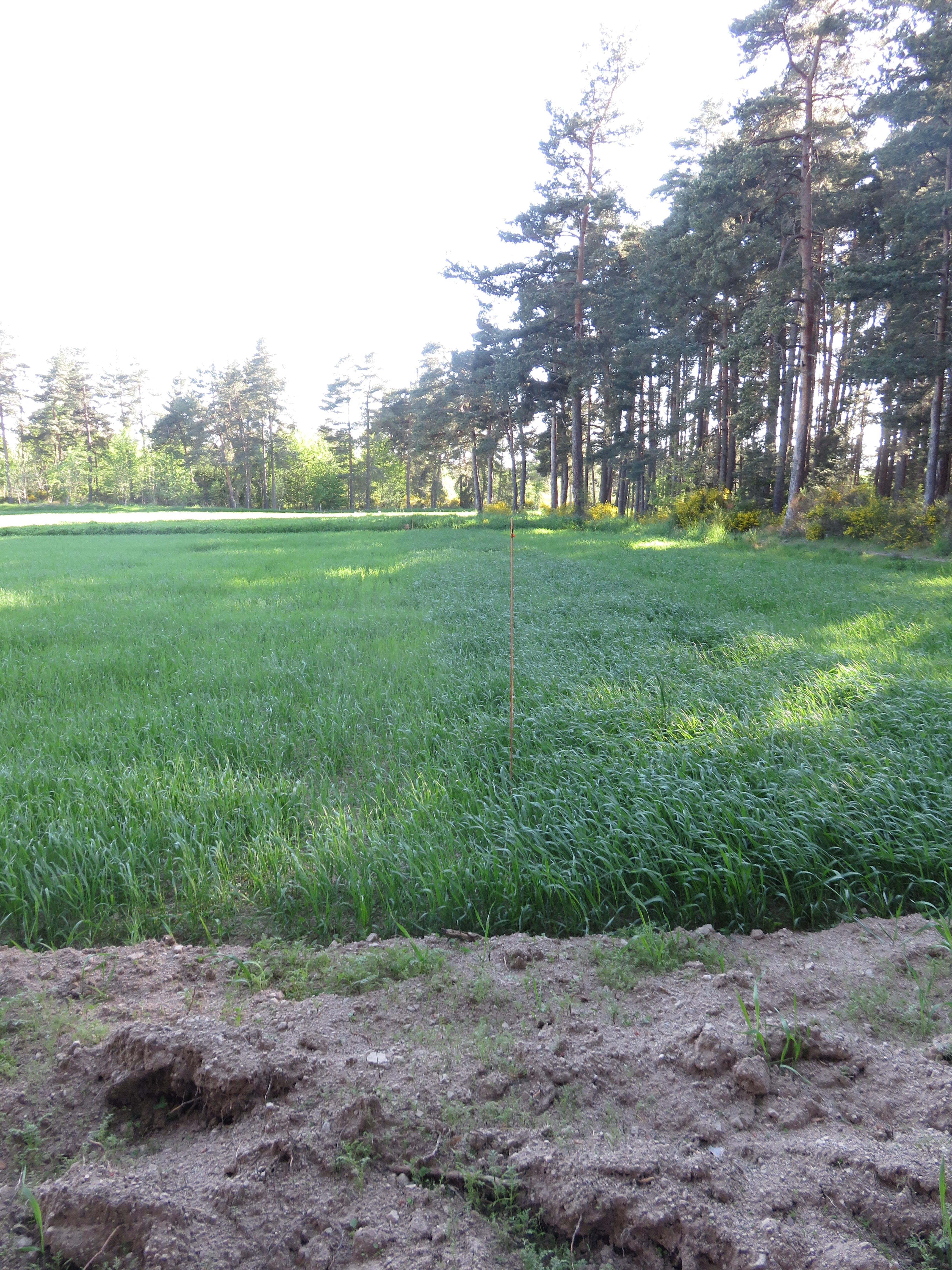
Effet de l'épandage d'un urinofertilisant (le lisain) sur une parcelle de blé de printemps en 2025

Un urinofertilisant est une matière fertilisante obtenue après traitement de l'urine humaine. Il permet de recycler les nutriments.
Un urinofertilisant a un comportement généralement plutôt minéral car il nourrit la plante alors qu'il est d'origine organique. Il peut se trouver sous forme solide ou liquide en fonction des traitements appliqués à l'urine humaine.

## Modes de production
Pour obtenir un urinofertilisant plusieurs traitements de l’urine peuvent être réalisés. Il existe cinq familles de procédés pour produire des urinofertilisants.
Le plus simple est l’hygiénisation par stockage selon les recommandations de l'OMS en 2012. Ce procédé permet de produire du lisain.
La stabilisation de l’urine permet de conserver l’azote présent dans l'urine en limitant son hydrolyse soit par acidification (ajout d'un acide), soit par alcalinisation (ajout d'une base) soit par nitrification (percolation sur un charbon actif ou végétal).
La concentration de l’urine permet de diminuer la présence d'eau par différentes techniques plus ou moins complexes et énergivores. Nous pouvons citer parmi celles-ci l'évaporation, la distillation, la congélation-décongélation, les osmoses, la lyophilisation et la distillation membranaire.
L’extraction des nutriments de l’urine en ayant recours à des additifs comme le magnésium ou la désorption (stripping, passage d'un courant d'air pour faire changer de phase les molécules) permet de produire des sels d’ammonium (solide) ou des nutriments en solution.
Enfin, le traitement des indésirables présents dans les urines est généralement assuré par des dispositifs d'extraction ou de filtration sur charbon actif. Le stockage a un effet restreint sur les indésirables. Les rendements de tels procédés sont encore aujourd'hui incertains au regard de la grande variétés des molécules contaminants l'environnement et les corps humains.

## Études
Des études de comparaison des performances agronomiques des urinofertilisants sont réalisées. Certaines concernent également leurs impacts environnementaux,.
Le programme OCAPI a produit une revue de fiches techniques sur les urinofertilisants. C'est un outil qui permet leur comparaison.